# Ciasnówka
Ciasnówka (biał. Цясноўка, Ciasnouka; ros. Тесновка, Tiesnowka) – wieś na Białorusi, w obwodzie mińskim, w rejonie kleckim, w sielsowiecie Hrycewicze, przy drodze republikańskiej .
Obecna miejscowość obejmuje również dawną wieś Płaskowicze.
Nazwę Ciasnówka nosiły dawniej wieś i zaścianek, a Płaskowicze wieś i folwark. W Płaskowiczach znajdowała się kaplica rzymskokatolicka parafii Świętej Trójcy w Klecku. W dwudziestoleciu międzywojennym Ciasnówka i Płaskowicze leżały w Polsce, w województwie nowogródzkim, w powiecie nieświeskim.
W Ciasnówce urodziła się rzymskokatolicka zakonnica i męczennica rozstrzelana przez Niemców bł. Adela Mardosewicz CSFN.